# Just Around the Corner
Just Around the Corner er en amerikansk stumfilm fra 1921 af Frances Marion.

## Medvirkende
- Margaret Seddon som Ma Birdsong
- Lewis Sargent som Jimmie Birdsong
- Sigrid Holmquist som Essie Birdsong
- Eddie Phillips som Joe Ullman
- Fred Thomson
- Peggy Parr som Lulu Pope
- Rosa Rosanova som Mrs. Finshreiber
- William Nally som Mr. Blatsky